# Джонні Мнемонік (оповідання)
«Джо́нні Мнемонік» (англ. Johnny Mnemonic) — науково-фантастична новела Вільяма Гібсона, вперше надрукований у журналі Omni у 1981 році та пізніше увійшов до збірки оповідань «Спалення Хром» 1986 року. Сюжет оповідання є частиною всесвіту кіберпанку Гібсона з трилогії «Кіберпростір» та передує основним її подіям на декілька років.

## Сюжет
Джонні домовився про зустріч зі своїм останнім клієнтом, Ральфі, у барі «Дром». Ральфі запізнюється, щоб отримати сотні мегабайт даних, які він зберіг в голові Джонні. Він знаходить Ральфі за  звичайним столиком у супроводі охоронця Льюїса. Джонні погрожує їм дробовиком в сумці, але Льюїс виводить його з ладу за допомогою нейроблокатора, захованого під столом. Ральфі розповідає, що дані, про які він на той час не знав, були вкрадені у якудзи, які дуже зацікавлені в тому, щоб вони не були розкриті.
Джонні рятує Моллі, яка приєднується до них за столом, шукаючи роботи. Коли Льюїс намагається напасти на неї, вона перерізає йому сухожилля на зап'ясті та забирає в нього пристрій керування. Ральфі пропонує їй заплатити, але вона вимикає пристрій і звільняє Джонні. Джонні негайно пропонує вищу ставку, щоб найняти її охоронцем. Джонні та Моллі забирають Ральфі, коли вони виходять з бару, але вбивця якудза, який чекає зовні, розрізає Ральфі на шматки за допомогою мономолекулярного дроту , захованого в протезі великого пальця. Джонні стріляє з рушниці у вбивцю, але промахується через посилені рефлекси чоловіка.
Джонні вирішує, що єдиний спосіб врятуватися від тієї ж долі, що й Ральфі, це викинути дані з його голови, що можна зробити, лише використовуючи «Спрут», щоб отримати пароль. Моллі веде його в парк розваг, щоб зустріти Джонса. Оскільки зараз він залежний від героїну, Моллі торгує йому партією наркотику в обмін на пошук пароля. Отримавши пароль, вони завантажують фрагмент даних на супутник зв’язку та погрожують якудза оприлюднити решту, якщо Джонні не залишать у спокої.
Щоб впоратися з вбивцею якудза, який все ще стежить за ними, Моллі веде Джонні до низтехів, групи ізгоїв, які проти високих технологій і живуть у підвішеному схованці біля вершини геодезичних куполів, що покривають Нічне місто.
На прохання Моллі, низтехи дозволяють вбивці піднятися, щоб вона могла зустрітися з ним на «Бійні», арені з пружинною підлогою, підключеною до синтезаторів і підсилювачів. Моллі танцює навколо вбивці, викликаючи суперечливий шум із звукової системи. Зрештою вона обманом змушує його відрізати собі руку дротом для великого пальця. Приголомшений шумом і дивним середовищем, він стрибає крізь дірку в підлозі і падає насмерть.
Історія закінчується майже рік потому, коли Джонні тепер живе серед низтехів. Він і Моллі зайнялися власним бізнесом, використовуючи «Спрут» Джонса, щоб отримати сліди всіх даних, які він коли-небудь носив, аби потім витягнути всі мікросхеми, і жити лише зі своїми спогадами.

## Фільм
У 1995 році новела за сценарієм самого Гібсона була екранізована. Сюжет фільму дещо відрізняється, наприклад, у новелі не згадується про зміст інформації, яку передавав Джонні, а також немає згадки про хвороби, які вразили нервову систему більшості людей.
У тому ж році американський письменник-фантаст Террі Біссон написав однойменну новеллізацію на сценарій Гібсона.

## Пізні згадки
У романі Гібсона «Нейромант», першому з трилогії «Кіберпростір», Моллі пов’язує решту історії Джонні з головним героєм Кейсом. Моллі стверджує, що після досягнення успіху Джонні був убитий ніндзя-якудза, який виріс у чані.